# لامبرت ماسين
لامبرت ماسين (بالهولندية: Lambert Maassen)‏ هو لاعب كرة قدم هولندي في مركز الهجوم، ولد في 21 سبتمبر 1941 في خيلدروب- ميرلو في هولندا، وتوفي بنفس المكان في 5 مايو 2018. لعب مع نادي آيندهوفن.